# Harpejji
Harpejji ist ein modernes elektrisches Saiteninstrument, das 2007 von Tim Meeks, dem Gründer von Marcodi Musical Products, entwickelt wurde. Es vereint Eigenschaften von Klavier, Gitarre und Bass und gehört zur Familie der Zupfinstrumente, wird jedoch durch Tippen (engl. tapping) gespielt.

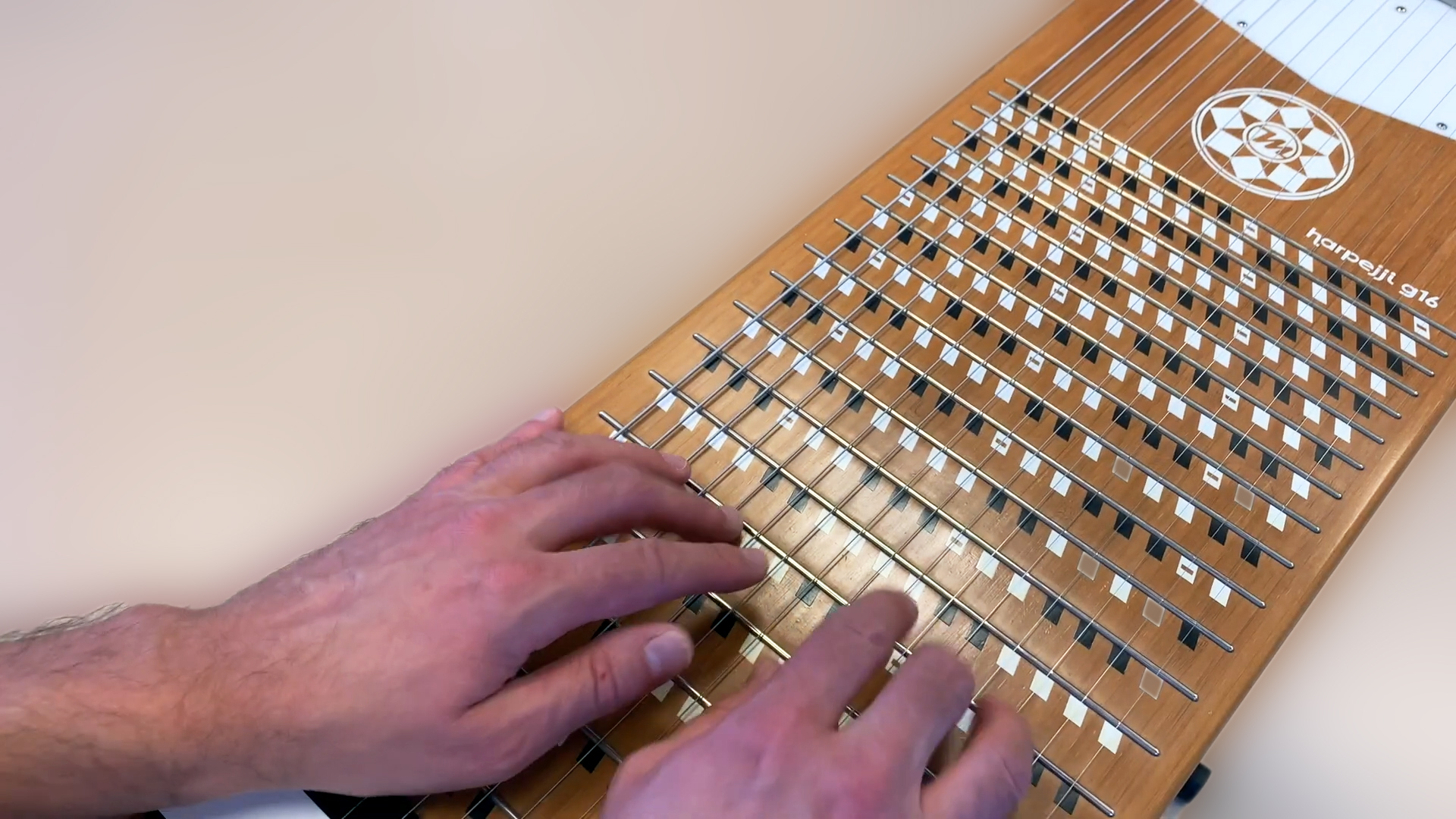
Eine 16-saitige Harpejji

## Aufbau und Spielweise
Die Harpejji besteht aus einem flachen Korpus mit mehreren horizontal gespannten Saiten. Diese verlaufen quer über das Griffbrett, ähnlich wie bei einer Gitarre, jedoch ist das Instrument flach auf einem Ständer oder Tisch positioniert und wird mit beiden Händen vertikal von oben gespielt.
Die Saiten sind in einem Quintenzirkel-Muster gestimmt, wodurch Akkorde und Tonleitern mit symmetrischen Mustern gespielt werden können. Dies erleichtert das Erlernen und Improvisieren für Musiker mit unterschiedlichem Hintergrund.
Es gibt verschiedene Modelle mit unterschiedlichem Tonumfang, darunter die Harpejji K24 (24 Saiten), G16 (16 Saiten) und U12 (12 Saiten). Die Instrumente sind mit Tonabnehmern ausgestattet und benötigen einen Verstärker zur Klangwiedergabe.

## Klang
Der Klang der Harpejji liegt zwischen E-Gitarre, E-Bass und einem gezupften Klavier. Je nach Spielweise kann er weich und rund oder perkussiv und durchsetzungsstark klingen.

## Geschichte
Tim Meeks entwickelte die Harpejji mit dem Ziel, ein Instrument zu schaffen, das es Keyboardern erlaubt, direkt mit Saiten zu interagieren. Die ersten Modelle wurden 2007 veröffentlicht. Über Online-Videos verbreitete sich das Instrument und fand international Anklang.

## Verwendung
Die Harpejji wird in verschiedenen Musikrichtungen verwendet, insbesondere in Jazz, Fusion, Pop und R&B. Sie kommt sowohl im Studio als auch bei Live-Auftritten zum Einsatz.
Zu den bekannten Musikern, die die Harpejji nutzen, gehören:
- Stevie Wonder, der das Instrument regelmäßig in seinen Live-Konzerten einsetzt.[2]
- Jacob Collier, der das Instrument in seinen Studioaufnahmen und Auftritten verwendet.[3]
- Cory Henry, der die Harpejji in seinen Live-Shows und Produktionen integriert.[4]
- Purple Schulz, der das Instrument sowohl live als auch in der Produktion nutzt.[5]